# Garfield: Forța Animalelor
Garfield: Forța Animalelor este un film CGI american din 2009 cu Garfield. Filmul a fost produs de Paws Inc.